# Mahlberg (Bad Münstereifel)
Mahlberg is een plaats in de Duitse gemeente Bad Münstereifel, deelstaat Noordrijn-Westfalen, en telt 661 inwoners (2007).